# Месхидзе, Нана Арчиловна
На́на (Нанули) Арчиловна Месхидзе (груз. ნანა მესხიძე; 13 марта 1936 — 31 августа 1997) — заслуженный живописец Грузии, педагог. Принадлежит к плеяде советских художников 60-х годов двадцатого столетия. Принимала участие на всесоюзных и зарубежных выставках. Заслуженный художник Грузинской ССР (1977).

## Биография
Родилась 13 марта 1936 года в Тбилиси. Родители: дирижёр грузинских фольклорных коллективов, заслуженный педагог Арчил Месхидзе (1912—1999) и актриса театра им. Котэ Марджанишвили, режиссёр Анико Авлохашвили (1917—1994). В 1944—1952 годах училась в тбилисской женской средней школе № 23 имени Илья Чавчавадзе.
В 1953 году после средней школы поступила в Тбилисский художественный техникум имени Якова Николадзе, по окончании которого в 1957 году сразу же сдала экзамены в Тбилисскую государственную академию художеств (педагог на факультете живописи — Уча Джапаридзе). В 1963 году с отличием завершила учёбу в академии (дипломная работа — «Наш двор») и после этого занялась активной творческой деятельностью.
В 1965 году стала членом Союза художников СССР. В 1977 году ей присвоили звание заслуженного художника Грузинской ССР.
Живописные работы Наны Месхидзе хранятся в государственных галереях Грузии и Российской Федерации.
Скончалась 31 августа 1997 года в Тбилиси.

## Избранные работы
«Брат и сестра» (1963), «Мой папа» (1965), «Игра» (1965), «Четверо» (1966), «Девочки» (1967), «Матери» (1968), «Рождение» (1969), «День победы» (1970), «Дети на пляже» (1971), «Теннисистки» (1971), «Автопортрет с детьми» (1973), «В музее» (1975), «В поле (Идиллия)» (1975), «Актрисы за кулисами» (1975).

## Выставки и командировки
- 1963 — Выставка посвященная международному дню женщин
- 1966 — Выставка работ молодых художников в тбилисской национальной художественной галерее
- 1967 — Вторая всесоюзная выставка «Физкультура и спорт в изобразительном искусстве»
- 1967 — Выставка произведений советского изобразительного искусства в Японии
- 1968 — Творческая командировка в Румынии
- 1968 — Выставка «50 лет ВЛКСМ»
- 1968 — Выставка «Молодые художники СССР» в ГДР
- 1968 — Выставка «Молодые художники СССР» в Венгрии
- 1968 — Выставка произведений молодых советских художников на Всемирном фестивале молодёжи и студентов в Софии
- 1977 — Выставка живописи пяти грузинских художников в Москве
- 1977 — Выставка живописи пяти грузинских художников в Сирии
- 1978 — Выставка живописи пяти грузинских художников в Ираке
- 1978 — Командировка специальной группы художников в Италию и Мальту
- 1978 — Командировка специальной группы художников в ГДР
- 1979 — Творческая командировка в прибалтику
- 1979 — Международный симпозиум художников пяти демократических стран в Праге
- 1982 — Творческая командировка в Финляндию
- 1983 — Персональная выставка «Сила во множестве» в Тбилиси
- 1990 — Творческая командировка в доме художников г. Паланги (Литва) и две выставки